# كلوستريديوم أعظم
كلوستريديوم ماكسيمام أو كلوستريديوم أعظم هي بكتيريا من جنس كلوستريديوم عزلت من براز فيل.